# 亨利·戴高乐
亨利·戴高乐（法語：Henri de Gaulle，1848年11月22日—1932年5月3日），是法国军官，后成为教师。他是法国总统戴高乐将军的父亲。
1868年加入法国军队，1870年参加普法战争；1871年战争结束以少尉军衔转到内政部工作。1884年因抗议第三共和国的反教权主义的政策辞职，辞职后在巴黎基督教中学教习法语、拉丁语和古希腊语。他的学生后来出现了很多名人例如乔治斯·贝纳诺、勒克莱尔及塔西尼。他被称为PDG（父亲戴高乐），以示对他的尊敬和爱戴。

## 子女
1886年8月2日他和表亲珍妮·迈洛特（1860年4月28日—1940年7月16日）结婚。有5个孩子：
- 沙维尔·戴高乐（1887-1955）
- 玛丽-艾格尼丝·戴高乐（1889-1982）
- 夏尔·安德烈·戴高乐（1890－1970）：法國總統
- 雅克·戴高乐（1893-1946）
- 皮耶·戴高乐（1897-1959）